# Francisco Hurtado Izquierdo
Francisco Hurtado Izquierdo (Cordova, 1669 – 1725) è stato un architetto spagnolo.
Fu autore del Sancta Sanctorum della Certosa di Granada. Tra le sue altre opere si ricordano una cappella nel monastero di Santa María de El Paular, il retablo di San Giacomo nella cattedrale di Granada, l'ospedale del Cardinale Salazar a Cordova e la Chiesa del Tabernacolo a Granada.
Fu per lungo tempo maestro mayor della cattedrale di Granada.